# 普瓦瑟
普瓦瑟（法語：Poiseux，法語發音：[pwazø]）是法国涅夫勒省的一个市镇，位于该省中西部偏南，属于讷韦尔区。

## 地理
普瓦瑟（47°7'12"N, 3°13'55"E）面积30.2 平方千米，位于法国勃艮第-弗朗什-孔泰大區涅夫勒省，该省份为法国中部省份，北至约讷省，西北接卢瓦雷省，西接谢尔省，南至阿列省，东南接索恩-卢瓦尔省，东临科多尔省。
与普瓦瑟接壤的市镇（或旧市镇、城区）包括：博蒙拉费里耶尔、盖里尼、诺莱、圣欧班莱福日、锡尚、沃达莫涅。

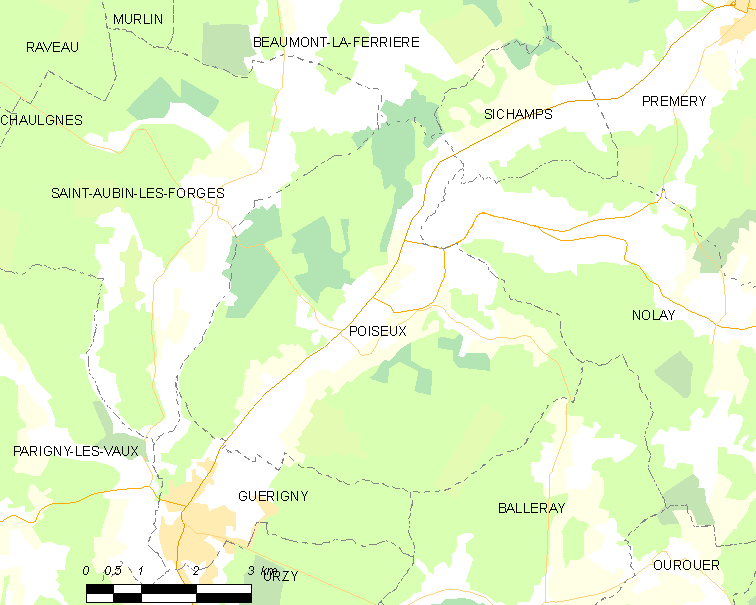
普瓦瑟的OSM定位图

普瓦瑟的时区为UTC+01:00、UTC+02:00（夏令时）。

## 行政
普瓦瑟的邮政编码为58130，INSEE市镇编码为58212。

## 政治
普瓦瑟所属的省级选区为盖里尼县。

## 人口

1962-2008年间普瓦瑟人口变化图示

普瓦瑟于2022年1月1日时的人口数量为329人。